# Atentado contra la embajada de Estados Unidos en el Líbano de 1983
El atentado contra la embajada de Estados Unidos en el Líbano fue un ataque terrorista contra la sede diplomática estadounidense en Beirut, el cual tuvo lugar el 18 de abril de 1983. En él murieron más de 60 personas, en su mayor parte personal de la embajada y de la oficina regional de la CIA, además de varios miembros de las fuerzas armadas norteamericanas. Fue el más mortífero ataque contra una misión diplomática norteamericana hasta esa fecha y marcó el comienzo de una serie de ataques contra Estados Unidos por parte de grupos fundamentalistas islámicos según algunos analistas.
El ataque fue una de las más desagradables consecuencias de la intervención de una fuerza multinacional de paz en el Líbano, formada por algunas potencias occidentales, incluyendo los Estados Unidos e intentaba restaurar el orden y la autoridad del gobierno central, tras el estallido de la guerra civil libanesa en 1975. El atentado ocurrió cuatro años después de  la revolución islámica iraní de 1979. También fue posterior a la masacre en los campos de refugiados palestinos de Sabra y de Chatila, acción ejecutada por milicianos cristianos libaneses.

## El atentado
El coche bomba fue detonado por un terrorista suicida que condujo una furgoneta de repartos cargada con unos 900 kg de explosivos. La explosión ocurrió aproximadamente a la 1:00 p. m. (hora local, GMT +2) del 18 de abril de 1983. Según la versión más veraz, el vehículo en cuestión, el cual se cree que fue robado de la misma embajada un año antes, lo que le facilitó el acceso al complejo de la embajada; fue estacionado bajo el pórtico de entrada, frente al edificio diplomático y allí explotó.
El exagente de la CIA Robert Baer sugiere que la camioneta irrumpió a través de un edificio externo, impactó sobre la puerta del vestíbulo y explotó allí.
La explosión produjo el derrumbamiento de toda la fachada central de ese edificio, lo que lo dejó en una forma de herradura, transformando los balcones y las oficinas en escombros, además de haber esparcido fragmentos de mampostería, metales y vidrio en un amplio radio.  La detonación pudo ser escuchada desde la parte occidental de Beirut, causando la rotura de vidrios en ventanas ubicadas a una distancia de 1.500 metros del lugar de la explosión. Los rescatistas trabajaron durante las siguientes veinticuatro horas, desenterrando cadáveres en busca de supervivientes.

## Saldo
Un total de 63 personas fallecieron como resultado de este atentado: 32 empleados libaneses de la embajada, 17 estadounidenses y 14 personas más entre visitantes y transeúntes. De los muertos norteamericanos, ocho trabajaban para la Agencia Central de Inteligencia (CIA), incluyendo a Robert C. Ames, analista especializado en el Medio Oriente y Jefe de la estación de la CIA en Beirut además de ser director de esa agencia para el Oriente Medio. De hecho, falleció todo el entonces contingente de la CIA. Unas 120 personas más resultaron heridas como consecuencia de ese ataque.

## Respuestas

### Mundial
Como era de esperarse, el entonces presidente de los Estados Unidos, Ronald Reagan, denunció el 18 de abril el “vicioso ataque terrorista con bomba” como un “acto cobarde”, agregando que “este acto criminal sobre un establecimiento diplomático no nos disuadirá de [apartarnos de] nuestras metas de paz en la región”. No obstante, los dos enviados, Philip C. Habib y Morris Draper continuaron con su misión de paz en Beirut, para discutir el retiro de las tropas extranjeras, esta vez con un renovado sentido de urgencia al respecto.
Al día siguiente, el embajador Dillon, quien había logrado escapar por poco a resultar herido o muerto en el ataque, dijo: «Predominante entre nuestras actividades esenciales está nuestro trabajo para el retiro de todas las fuerzas extranjeras del Líbano.» Es sólo a partir de asegurar el control del gobierno libanés sobre el país «que tragedias terribles como la que experimentamos ayer pueden ser evitadas en el futuro.»
El entonces presidente del Líbano, Amine Gemayel, se puso en contactó telefónico con el presidente Reagan el 18 de abril, para expresarle que: “El pueblo libanés y yo expresamos nuestras más profundas condolencias a las familias de las víctimas de los EE. UU. La cruz de la paz es la carga de los corajudos”.
Mientras tanto, el gobierno de Líbano pidió al de EE. UU., al de Francia y al de Italia que duplicasen la cantidad de miembros de sus respectivas fuerzas de paz. Para el 16 de marzo, éstas ya sumaban a 4800 soldados, incluyendo unos 1200 marines estadounidenses, 2100 paracaidistas franceses, 1400 soldados italianos y otros 100 británicos.
Por su parte, el régimen teocrático iraní del ayatolá Jomeini negó haber tenido participación alguna en el ataque. En particular, el entonces canciller o ministro de relaciones exteriores, Alí Akbar Velayatí, dijo que “Negamos cualquier involucramiento y pensamos que este alegato es otra campaña de propaganda contra nosotros”.
El 19 de abril, el entonces primer ministro israelí, Menahem Begin le envió un mensaje de condolencia al presidente estadounidense Ronald Reagan: «Escribo en nombre de Israel cuando le expreso a usted mi profunda conmoción ante la terrible atrocidad que se llevó la vida de tantos en la embajada estadounidenses ayer en Beirut». Por su lado, el ministro de defensa Moshe Arens, fue citado por la radio israelí diciéndole a su gabinete que el ataque «justificaba las demandas de Israel por [establecer] disposiciones de seguridad en el Líbano.» El ministro de relaciones exteriores Yitzhak Shamir denominó al ataque como «conmocionante», pero agregó que «En el Líbano nada es sorprendente. Creo que la lección es simple y [ha sido] entendida. Los problemas de seguridad del Líbano aún son de lo más serio, y las organizaciones terroristas continuarán operando allí, a veces con gran éxito.»

### Del congreso de los Estados Unidos
El Comité de la Cámara de Asuntos Exteriores votó el 19 de abril una ayuda económica y militar adicional para el Líbano por un monto de 251 millones de dólares estadounidenses, a solicitud del gobierno de Ronald Reagan. Pero le agregó una enmienda a ese entonces proyecto de ley, mediante la cual se forzaría a la Casa Blanca a buscar el la aprobación parlamentaria si lo que pretendía era expandir el rol o papel militar estadounidense. El Comité de Relaciones Exteriores del Senado sancionó el proyecto el 20 de abril pero explicitó que el presidente debía pedir autorización al Congreso para «cualquier expansión sustancial en el número o rol de loas Fuerzas Armadas de EE. UU. o para la creación de una fuerza multinacional de paz nueva, expandida o extendida en el Líbano». Si este último no actuaba conjuntamente en esa solicitud durante un plazo de 60 días, el incremento entraría en efecto automáticamente. La ley limitaba el compromiso presidencial de tropas en situaciones hostiles a un máximo de 90 días, a menos que el Congreso específicamente aprobase su uso por un tiempo extendido.
Luego de este atentado, varios influyentes congresistas expresaron sus deseos de poner fin al rol militar de los Estados Unidos en el Líbano. Por ejemplo, el 19 de abril, Barry Goldwater, histórico senador republicano por el estado de Arizona (entre 1969 y 1987), comentó que «creo que es tiempo de que traigamos nuestros muchachos a casa.»

## Consecuencias

### Responsabilidad
Un grupo armado fundamentalista proiraní, entonces no muy conocido en Occidente, denominado “Organización Lucha Islámica”, la cual operaba dentro del Hezbolá asumió la responsabilidad por el atentado, mediante una llamada telefónica a una agencia internacional de noticias inmediatamente después del atentado. Quien efectuó la llamada anónima mencionó que:

Esto es parte de la campaña de la revolución iraní contra blancos imperialistas alrededor del mundo. Continuaremos atacando a cualquier presencia imperialista en el Líbano, incluyendo la fuerza internacional.

 (Este mismo grupo había previamente asumido la responsabilidad por un ataque con granada en el que habían resultado heridos cinco miembros estadounidenses de la fuerza internacional de paz).
El juez John Bates de la Corte Distrital de Washington D. C., el 8 de septiembre de 2003, falló a favor de 29 víctimas y familiares de estadounidense fallecidos en el ataque a la embajada, otorgándoles una compensación de US$ 123 millones. Por su parte, el juez Royce Lamberth (de la misma Corte de Distrito), ya había determinado el 30 de mayo de ese año que el ataque había sido llevado a cabo por el grupo Hezbolá con la aprobación y el financiamiento de altos funcionarios iraníes de aquel entonces, abriendo el camino para que las víctimas o sus deudos pudieran eventualmente buscar alguna forma de compensación económica a nivel internacional. El juicio comenzó el 17 de marzo de 2003.

### Otros efectos
Luego del ataque, la sede de la nueva embajada estadounidense fue reubicada a una zona supuestamente más segura, al este de la ciudad. Sin embargo, el 20 de septiembre del año siguiente, otro coche bomba explotó en el anexo de esta embajada, matando a 20 libaneses y a dos soldados norteamericanos.
Luego de este incidente, se incrementaría el uso de la metodología de los ataques suicidas con bomba, como sucedería en los casos de las embajadas de los Estados Unidos y Francia en Kuwait (también durante 1983), en el cuartel militar del entonces ejército de ocupación israelí en el sur del Líbano (ubicado en la localidad de Tiro) y en el extremadamente destructivo ataque a los cuarteles generales de los Marines estadounidenses y de los paracaidistas franceses en la misma Beirut, el 23 de octubre de 1983, tan sólo unos seis meses después de la voladura de la embajada de EE UU.
Estos ataques además terminaron derivando en el Informe Inman, realizado para el Departamento de Estado, el cual era una revisión de los procedimientos de seguridad de las instalaciones estadounidenses de ultramar. Este a su vez derivó en la creación del Bureau of Diplomatic Security y del Diplomatic Security Service (Agentes Especiales de la Oficina de Seguridad Diplomática de los Estados Unidos).